# Baixo Alberti
Baixo Alberti é um tipo de acompanhamento musical muito usado na música do Período Clássico, e algumas vezes do romântico também. O Estilo foi dado pelo nome de Domenico Alberti (1710-1740), que o usava extensivamente, embora ele não tenha sido o primeiro músico a usar este estilo.

Basso Alberti é um tipo de acorde "quebrado", ou de acompanhamento arpegiado, no qual as notas do acorde são apresentadas uma de cada vez, da mais baixa à mais alta, à do meio e de volta à mais alta novamente (as notas do acordes da mão esquerda no piano aparecem: baixo, alto, médio, alto). Em geral na mão esquerda do piano, especialmente nas peças para piano de Wolfgang Amadeus Mozart. Contudo, o estilo também é encontrado para outros instrumentos. Por exemplo: Bela Bartók usa no fim do seu Quarteto de Cordas Nº 5.

Um bom exemplo de Baixo Alberti se encontra no início da Sonata K545 para Piano de Mozart.